# Bisene
Bisene is een bestuurslaag in het regentschap Timor Tengah Selatan van de provincie Oost-Nusa Tenggara, Indonesië. Bisene telt 580 inwoners (volkstelling 2010).